# Niflhel
Niflhel ist ein mythologischer Ort in der nordischen Mythologie, der hinter dem Totenreich der Hel liegt.
Sie wird in der 43. Strophe des Wafthrudnirliedes als Ort beschrieben, an den all jene gelangen, die in der Hel gestorben sind. Auch in Balders Träume findet sie in der 2. Strophe als der Ort Erwähnung, an dem Odin als Wegtam getarnt eine tote Seherin aufsucht, um sie wieder zum Leben zu erwecken und von ihr die Bedeutung der Träume seines Sohnes Balder zu erfahren.